# مارتی وب
مارتی وب (انگلیسی: Marti Webb؛ زادهٔ ۱۳ دسامبر ۱۹۴۴) یک موسیقی‌دان اهل بریتانیا است. وی از سال ۱۹۶۳ میلادی تاکنون مشغول فعالیت بوده‌است.